# Journal of Physical Chemistry

Le Journal of Physical Chemistry (« Journal de chimie physique ») est une revue scientifique à comité de lecture qui publie des articles de recherche dans le domaine de la chimie physique. Fondé en 1896, il change de nom entre 1947 et 1950, puis se scinde en trois en 1997, enfin en quatre en 2010. Cette évolution répond à l'intensification de la recherche en chimie physique.

## Histoire
De 1896 à 1996 il s'agit d'une revue unique, mais qui change de nom :
- Journal of Physical Chemistry de 1896 à 1946 ;
- Journal of Physical and Colloid Chemistry (« Journal de chimie physique et des colloïdes »)  (ISSN 0092-7023) de 1947 à 1950 ;
- Journal of Physical Chemistry de 1951 à 1996.

De 1997 à 2009 la revue est partagée en trois :
- le Journal of Physical Chemistry A  (ISSN 1089-5639) pour la chimie physique moléculaire, théorique et expérimentale
- le Journal of Physical Chemistry B  (ISSN 1520-6106) pour la chimie du solide, la matière molle et les liquides ;
- le Journal of Physical Chemistry C  (ISSN 1932-7447) pour les nanotechnologies et l'électronique moléculaire.

Depuis 2010 la revue est partagée en quatre :
- les trois titres précédents, mais qui ne contiennent plus d'articles courts ;
- les Journal of Physical Chemistry Letters (« Lettres du Journal de chimie physique »)  (ISSN 1948-7185) pour des articles courts (« communications ») concernant les domaines couverts par les sections A, B et C du journal.